# Lebanon (Nebraska)
Pour les articles homonymes, voir Lebanon.
Lebanon est un village dans le comté de Red Willow dans l'état du Nebraska aux États-Unis. En 2020, il comptait une population de 77 habitants.

## Histoire
Lebanon a été fondé dans les années 1880. Le village fut cadastré en 1887 lorsque la Burlington and Missouri River Railroad fut étendu jusqu’à cet endroit. Lebanon a été nommée d'après le cèdre du Liban.
En avril 1955, Charles Harris, maire de Lebanon, fait partie d'une délégation de quarante maires de villes américaines appelée Lebanon qui est invitée au Moyen-Orient par le gouvernement du Liban. Lors d'une visite à Jérusalem, alors partagée entre Israël et la Jordanie, Harris franchit accidentellement la frontière et est abattu par un soldat jordanien. À l'époque, sa mort a déclenché un incident international majeur, l'ONU ayant ouvert une enquête, Israël et la Jordanie se rejetant mutuellement la responsabilité de cet incident.

## Démographie
Lebanon n'a pas connu une longue ascension démographique. En effet, sa population a augmenté jusqu'en 1930, atteignant 262 habitants. Depuis le recensement de 1930, la population chute irrémédiablement. En 2010, le recensement à enregistré une augmentation de 14,3 % (la population passant de 70 à 80 personnes) mais en 2020, la population baisse à nouveau pour s'établir à 77 habitants.